# 오목천동
오목천동(梧木川洞)은 대한민국 경기도 수원시 권선구의 법정동이다. 1963년 수원시 평동에 편입되며 생겨난 지명으로, 그 뒤로 현재까지 행정동 평동이 관할한다.

## 교육 기관
- 오목초등학교
- 오현초등학교
- 영신중학교
- 영신여자고등학교

## 아파트
- 오목천 상송마을 주공 - 세양건설㈜ 2005년 10월 입주

## 철도
- ● 수도권 전철 수인·분당선 오목천역